# Vichingo (mitologia)
Vichingo è, nella mitologia norrena, il nome del figlio di Vífil e Eimyrja nella Þorsteins saga Víkingssonar. Vichingo è anche il padre di Thorsten e Thorer.

## Storia
Le due figlie di Logi (Haloge) furono rapite dai pretendenti delle isole vicine. Vichingo era figlio di una di loro. Crebbe a Bornholm. Quando ebbe quindici anni, era il più grande e forte uomo del tempo. La sua spada magica Angurvadel era fatale anche per i giganti. Halfdan era suo amico. Il suo drakkar magico si chiamava Ellida, prima nave del Nord, donatagli da Ægir. La nave era grande quanto una fortezza, ma più veloce di un'aquila. Non era tenuta insieme da chiodi, ma piuttosto i pezzi di legno erano cresciuti insieme.
Hunvor, una principessa svedese, chiese il suo aiuto contro un gigante suo pretendente che la assillava. Il gigante fuggì in India con lei. Vichingo uccise il gigante durante un holmgang (duello), ma non poté sposarla perché ai tempi si pensava che portasse sfortuna sposarsi prima dei vent'anni. I parenti del gigante, che praticavano la magia, lo seguirono scatenandogli contro i pericoli del mare.
Si insediò in Svezia. Halfdan sposò Ingeborg, serva di Hunvor. Vichingo ebbe nove figli da una seconda moglie. Strinse amicizia col suo vecchio nemico, Njorfe, re dell'Uppland, in Norvegia, che a sua volta aveva nove figli. I due gruppi di figli erano in aperta competizione. In un violento gioco con la palla, si colpirono e mutilarono a vicenda, spaccandosi le braccia l'un l'altro. Un figlio di Vichingo, prossimo alla morte, uccise un figlio di Njorfe. Vichingo sgridò il figlio e lo mandò su un'isola del lago Werner. Due altri figli andarono con lui, compreso il primogenito Thorsten (o Thorstein). Vichingo diede Angurvadel a Thorsten dicendogli di attendere sull'isola fino a che le acque non si fossero calmate. I figli di Njorfe volevano vendicarsi. Usarono la magia per far gelare il lago, e lo attraversarono per attaccare i tre figli di Vichingo. Due dei figli sopravvissero: Thorsten e Thorer. Due dei figli di Njorfe sopravvissero, tra cui il primogenito Jokul, un mago. I figli di Njorfe usarono la magia per scoprire che Thorsten e Thorer erano ancora vivi. Vichingo li mandò a corte di Halfdan per tenerli al sicuro.
Il figlio di Vichingo  Thorsten ed il nipote  Frithiof ereditarono Angurvadel ed Ellida.